# アフターグロウ (スモール・フェイセスの曲)
「アフターグロウ」（原題：Afterglow of Your Love）は、スモール・フェイセスが1968年に発表したアルバム『オグデンズ・ナット・ゴーン・フレイク』の収録曲である。翌1969年にシングル・カットされた。

## 概要
作詞作曲はスティーヴ・マリオットとロニー・レイン。1968年5月24日に発表されたアルバム『オグデンズ・ナット・ゴーン・フレイク』に「Afterglow」として収録された。afterglowには「残光・残像」、「楽しみの余韻・想い出」などの意味がある。
マリオットは1968年末に他のメンバーに脱退を宣言し、翌1969年1月頃からピーター・フランプトン、グレッグ・リドリー、ジェリー・シャーリーらとハンブル・パイの活動を開始した。彼の脱退を受けてスモール・フェイセスが活動を停止すると、マネージャーのアンドリュー・ルーグ・オールダムは同年3月に急遽「Afterglow」を「Afterglow of Your Love」と改題してシングル・カットした。B面にはアルバム未収録の「Wham Bam Thank You Man」が収録された。
全英シングルチャートで36位を記録した。
1969年11月発売の2枚組のコンピレーション・アルバム『The Autumn Stone』には本作品の別バージョンと「Wham Bam Thank You Man」が収録されている。

## カバー・バージョン
- フロー&エディ - 1973年のアルバム『Flo & Eddie』に収録。
- ダリル・ブレイスウェイト - 1977年のシングル。
- クワイエット・ライオット -1978年のアルバム『Quiet Riot II』に収録。
- グレイト・ホワイト - 1991年のアルバム『Hooked』に収録。